# Burgruine Adelburg
Die Burgruine Adelburg, auch Adelnburg genannt, ist der Rest einer ehemaligen hochmittelalterliche Adelsburg in Haag, einem Gemeindeteil von Seubersdorf im oberpfälzischen Landkreis Neumarkt in der Oberpfalz in Bayern. Sie ist unter der Aktennummer D-3-73-167-72 als Baudenkmal verzeichnet. Die Anlage wird ferner als Bodendenkmal unter der Aktennummer D-3-6835-0044 als „Höhensiedlungen der Chamer Kultur und der Urnenfelderzeit, archäologische Befunde im Bereich der mittelalterlichen Burgruine Adelburg“ geführt.

## Geographische Lage

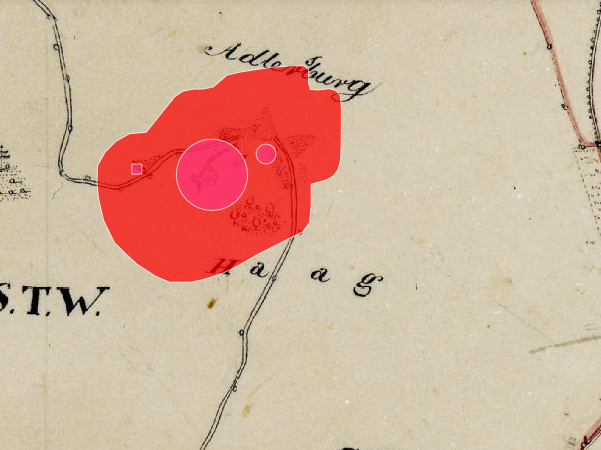
Lageplan der Burgruine Adelburg auf dem Urkataster von Bayern

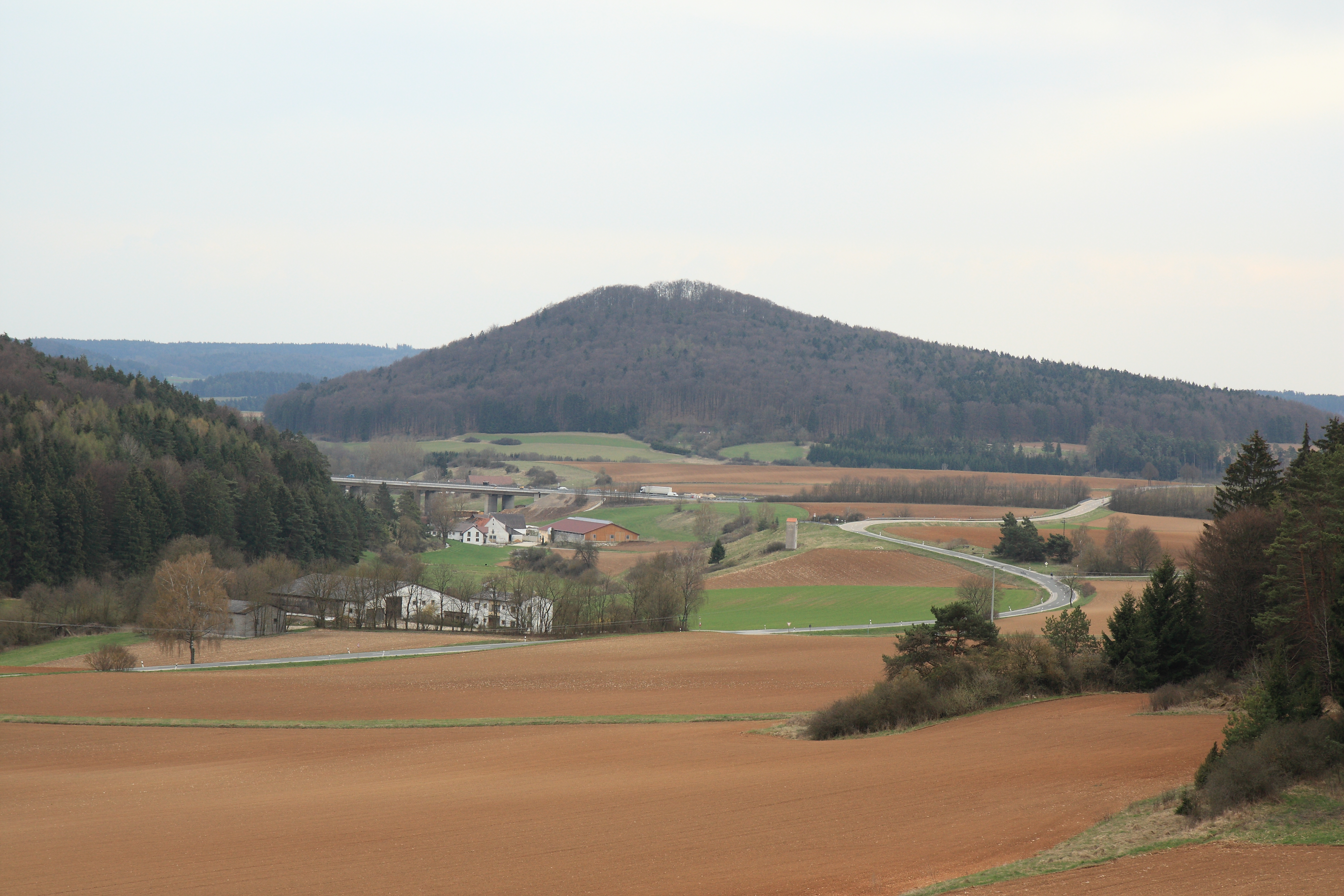
Ansicht des Kellerberges aus nördlicher Richtung

Die Burgruine Adelburg befindet sich etwa 1,3 Kilometer nordöstlich von Eichenhofen, einem nordöstlichen Gemeindeteil von Seubersdorf, auf der bewaldeten Kuppe des 610,7 m ü. NN hohen, inselartigen Kellerberges. Nordwestlich unterhalb liegt Velburg-Hollerstetten, nördlich die Einmündung des kleinen Frauenbachs in die Schwarze Laber von der Gegenseite und östlich Parsberg-Klapfenberg.
Erreichbar ist die Ruine von der östlich des Kellerbergs vorbeiführenden Bundesautobahn 3. Die Kuppe des Kellerbergs kann man nur auf Wanderwegen aus den umliegenden Ortschaften erreichen. Die Ruine der Gipfelburg ist frei zugänglich.
Weitere Burgen und Ruinen in der Nähe sind die Burg in Parsberg und die Burg Lupburg, die Burgruine Velburg und die Ruine Helfenberg.
Vorgeschichte des Berges
Auf dem Kellerberg wurden seit 1957 immer wieder Funde der jungneolithischen Chamer Kultur gemacht. Damit zählt diese Höhensiedlung zu den nordwestlichsten Fundpunkten dieser aus dem altbayerischen Raum stammenden Kulturgruppe der Jungsteinzeit etwa zwischen 3.100 und 2.700 v. Chr. Geburt. Jüngere Metallfunde von Sondengehern sind unpubliziert.
Der Fund von sogenannter Goldglimmerware wirft die Frage auf, ob das größere Unterplateau nicht auch in der Ungarnzeit als Zufluchtsort diente.

## Geschichte der Burg

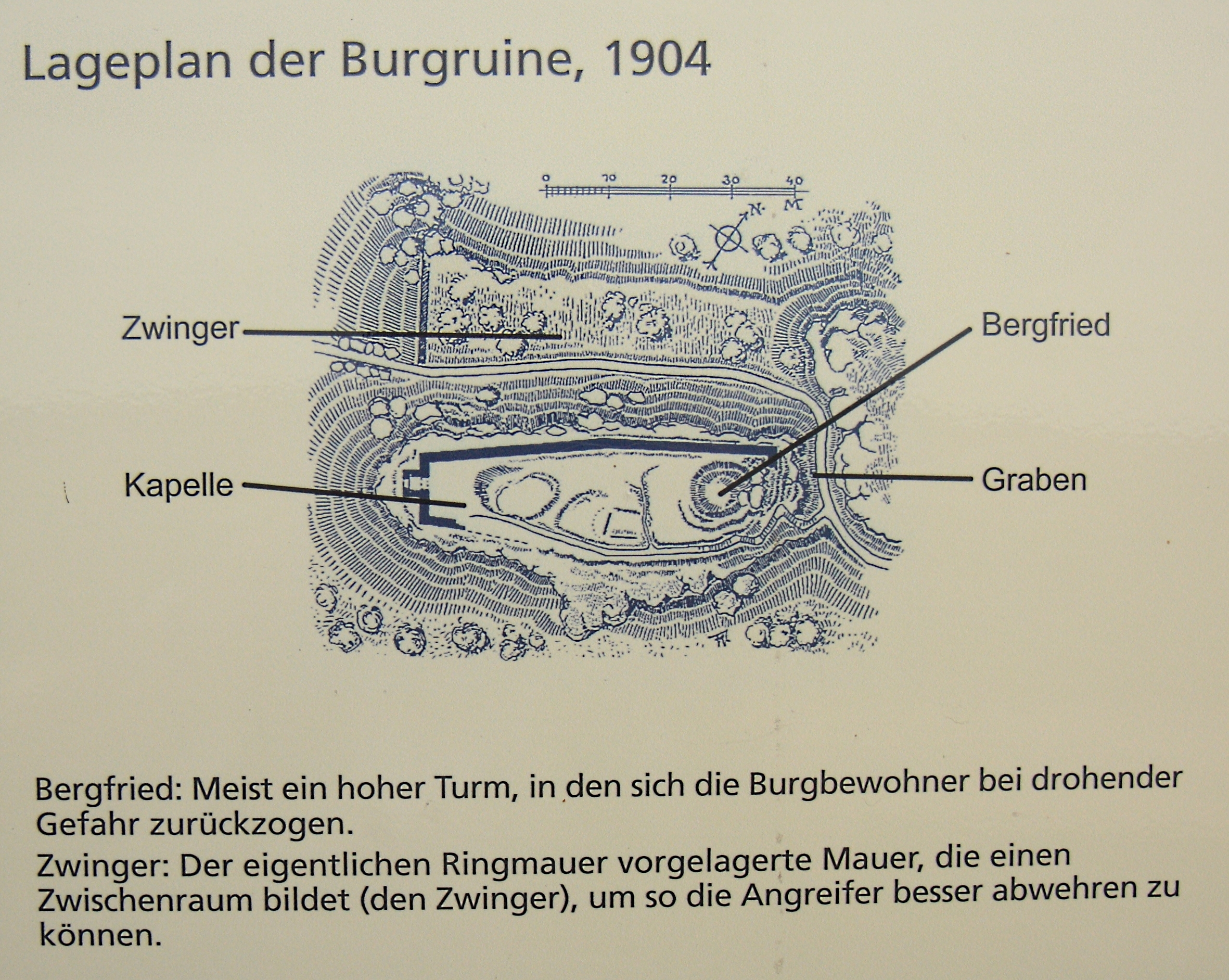
Unvollständiger Lageplan der Adelburg aus dem Jahr 1904

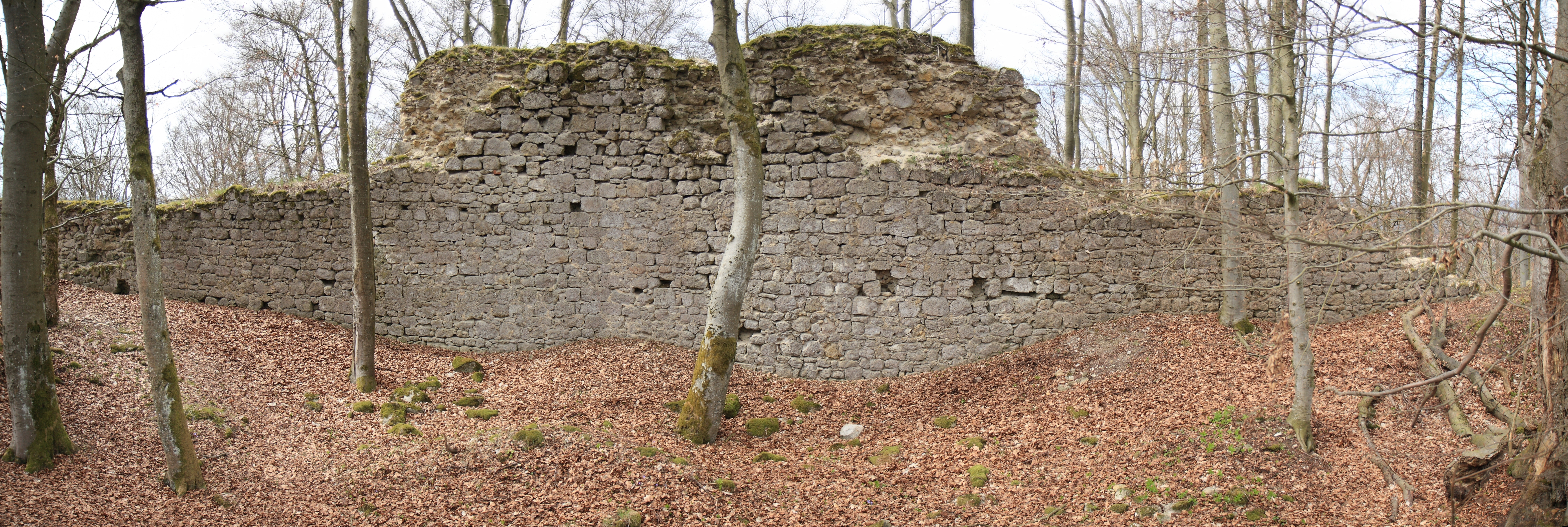
Mauerrest der Ringmauer im nordwestlichen Bereich der Oberburg

Die Höhenburg wurde offenbar in der zweiten Hälfte des 12. Jahrhunderts von den Herren von Adelburg erbaut. Um 1180 wurde erstmals Engelhardus de Adelenburg in den Schriftquellen genannt. Dafür sprechen auch wenige noch in unteren Lagen erhaltene Buckelquader der äußeren Mauerschale, die zum Großteil entfernt wurde.
Die Anlage liegt in einer Zone von Reichsgut um Oberweiling, der Weg des Besitzüberganges an das Reich ist aber unklar. Das von manchen behauptete Reichslehen ist aber nicht nachweisbar.
Die Edelfreien von Adelburg sind nur zwei Generationen lang bis 1230 in den Schriftquellen präsent und dann offenbar ausgestorben. Ihr Erbe war bereits 1246 im Endkampf um die staufische Herrschaft umstritten und wurde vom Gegenkönig Heinrich Raspe dem Gottfried von Sulzbürg versprochen, falls er die Burg gewinnen könne.
Vom Reichsgut zum Pfandojekt
Jedenfalls findet sich die Adelburg 1269 unter den staufischen Gütern Konradins, die an Herzog Heinrich von Niederbayern kamen, und wurde in der Folgezeit vielfach verpfändet oder vertauscht. Zu den längsten Pfandinhabern gehörten die Familien Auer (1339–1360?), Mendorfer (1399–1418?), die Herren von Parsberg (1435–1468) und die Wiesbeck von Velburg (1507–1574).
Eine Urkunde vom 10. November 1455 berichtet davon, dass Fridrich von Parsperg mit elf Gesellen und zwölf Pferden und dazu mit Schloss und Behausung Adelburg auf drei Jahre in die Dienste der Reichsstadt Nürnberg tritt.
Das Obereigentum über die Burg wechselte mehrfach innerhalb der Wittelsbacher Linien und kam 1329 an die Kurpfalz, nach einer böhmischen Episode seit 1360 dann 1373 an Oberbayern, 1392 an Bayern-München und 1505 an das neugeschaffene Fürstentum Pfalz-Neuburg. Als Raubritternest bzw. in spätmittelalterlichen Fehden
wurde die Burganlage von 1413 bis 1584 mehrmals zerstört.(Quelle ?) Schließlich trug die Erbauung der Wallfahrtskirche in Batzhausen um 1755 wesentlich zum Verfall bei, denn man nahm dazu fast die gesamte Außenschale der Ringmauer ab, wo heute noch die Buckelquader von der Adelburg zu bewundern sind.
Beschreibung der Burgruine
Die dreiteilige Anlage bestand aus einer Kernburg und zwei Vorburgen. Ihre fünf Meter hohe und 1,45 Meter starke Ringmauer aus den im 12. Jahrhundert üblichen Buckelquadern ist noch teilweise erhalten. Nach einer Sage soll von Klapfenberg und Oberweiling ein unterirdischer Tunnel unter der Schwarzen Laaber hindurch zur Adelsburg führen über den die Menschen aus den Dörfern Schutz vor vorbeiziehenden Truppen auf der Burg finden konnten.